# Bray-sur-Somme French National Cemetery
Bray-sur-Somme French National Cemetery is een begraafplaats gelegen in de Franse plaats Bray-sur-Somme (Somme). De militaire graven worden onderhouden door de Commonwealth War Graves Commission.
De begraafplaats telt 1 geïdentificeerd Gemenebest graf uit de Eerste Wereldoorlog.